# Colonizzazione curlandese delle Americhe
Il ducato di Curlandia fu la più piccola tra le nazioni europee a colonizzare le Americhe. I curlandesi, infatti, mantennero il controllo dell'isola caraibica di Tobago dal 1654 al 1659, e, di nuovo, dal 1660 al 1690.

## Storia

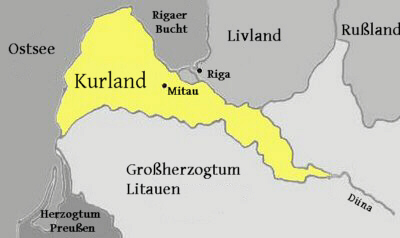
Il Ducato di Curlandia e Semigallia.

Il ducato di Curlandia fu creato nel 1561, quale vassallo della Confederazione polacco-lituana. La regione, oggi parte della Lettonia, aveva una popolazione pari a 200.000 abitanti. La classe dominante era costituita dalla minoranza dei tedeschi del Baltico, mentre la maggioranza baltica autoctona si occupava della coltivazione della terra. Sotto il comando del duca Giacomo Kettler, il ducato raggiunse il suo periodo di massimo splendore. Kettler, durante i suoi viaggi in Europa occidentale, divenne uno dei massimi sostenitori di quella politica economica nota come mercantilismo.
L'economia curlandese si specializzò nella costruzione di barche e nella lavorazione dei metalli; relazioni commerciali furono stabilite non solo coi paesi confinanti, ma anche con la Gran Bretagna, la Francia, i Paesi Bassi e il Portogallo. Kettler creò una delle più importanti flotte del tempo: basi principali erano Windau (oggi Ventspils) e Libau (l'odierna Liepāja).

## Colonialismo
Fu così che le navi del ducato iniziarono a salpare alla volta delle Indie occidentali intorno al 1637, quando, a bordo di una di queste imbarcazioni, 212 coloni curlandesi tentarono di stabilirsi sull'isola di Tobago. Pochi mesi prima, infatti, il precedente insediamento olandese su Tobago (fondato nel 1628) era stato distrutto dalle truppe spagnole. Ancora nel 1642, 300 coloni a bordo di due navi, sotto il comando del Capitano Caroon, tentarono di stanziarsi sulla costa settentrionale, ma furono respinti dagli indigeni Caribi. Fu così che per alcuni anni i curlandesi abbandonarono l'idea di colonizzare Tobago.
Tuttavia, nel 1651 il ducato ottenne la sua prima colonia in Africa: l'isola di Sant'Andrea, sul fiume Gambia, dove fu fondato il Jekabforts.
Il 20 maggio 1654, i curlandesi riuscirono finalmente a colonizzare Tobago: quel giorno, infatti, la nave Das Wappen der Herzogin von Kurland sbarcò sull'isola. A bordo vi erano 25 ufficiali, 124 soldati, 80 famiglie di coloni e 45 cannoni. Il Capitano Willem Mollens ribattezzò l'isola "Nuova Curlandia". Un forte, chiamato Jekabforts, venne fondato nella parte sud-occidentale dell'isola: intorno ad esso sorse il piccolo centro di Jekaba pilseta. Altri luoghi nell'isola vennero battezzati con nomi curlandesi. I coloni costruirono anche una chiesa protestante. Tuttavia, poco dopo l'arrivo dei curlandesi, gli olandesi fecero ritorno sull'isola, fondandovi una seconda colonia: pochi mesi dopo, i curlandesi si trovavano già numericamente sopraffatti. Altri 120 curlandesi giunsero nel 1657, ma ormai gli olandesi erano circa 1.200 (a questi si aggiunsero anche 500 francesi).
Nel frattempo, il Ducato di Curlandia cominciava a subire le mire espansionistiche sia della Svezia che della Polonia: nel 1651, l'esercito svedese invase la Curlandia, dando l'inizio alla Seconda guerra del nord, che si concluse con la Pace di Oliwa del 1660, che segnò il declino della potenza del Ducato. Il duca Jakob venne fatto prigioniero: nel frattempo, sia la colonia africana che quella americana vennero prese dagli olandesi, che distrussero quanto costruito dai curlandesi. Lo Jekabforts fu accerchiato dalle forze olandesi, che costrinsero alla resa il governatore Hubert de Beveren. La Nuova Curlandia fu poi restituita al Ducato l'11 dicembre 1659 (come poi sancito dal Trattato di Oliva del 1660). Tuttavia, i curlandesi abbandonarono di nuovo Tobago nel 1666, forse in seguito a un attacco dei pirati. Nel 1668 un'altra nave tentò di rioccupare l'isola, ma ancora una volta venne respinta dagli olandesi. Tobago fu di nuovo presa nell'ultimo periodo di governo del duca Jakob: tuttavia, nel luglio del 1680 il tentativo di crearvi un nuovo insediamento fallì. Nel frattempo, il duca tentò di ricostruire la flotta e le manifatture, senza però riuscire a ristabilire la fortuna degli anni passati.
L'isola venne abbandonata a sé stessa dal marzo del 1683 al giugno del 1686; nel 1689 i curlandesi lasciarono definitivamente Tobago: nel maggio dell'anno successivo, l'isola fu venduta. Nonostante questo, si continuò a nominare un governatore della Nuova Curlandia sino al 1795.

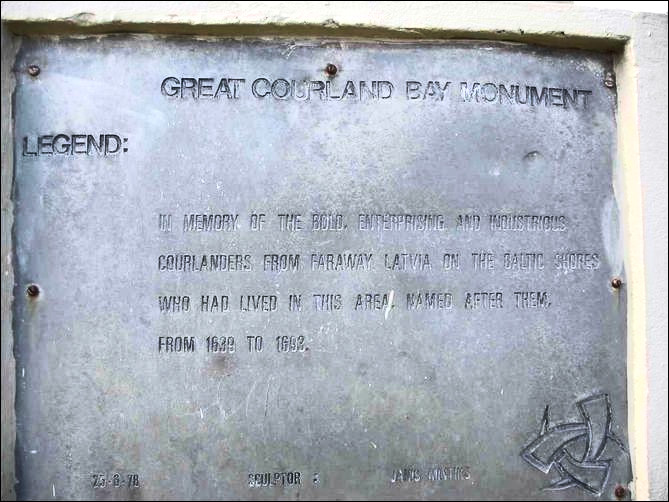
Il Courland Monument

Francobollo lettone commemorante la colonizzazione di Tobago.

Ancora oggi, il Courland Monument presso l'omonima baia commemora la breve e sfortunata storia della colonia.

## Governatori della Nuova Curlandia
| 1642-1643 | Edward Marshall            |
| 1643-1650 | Cornelius Caroon           |
| 1654      | Adrien Lampsius            |
| 1654-1655 | William Molleyns           |
| 1655-1658 | Hubert de Beveren          |
| 1658-1659 | Christopher von Kayserling |
| 1659-1660 | Conquista olandese         |
| 1660-1677 | Christopher von Kayserling |
| 1677-1680 | ???                        |
| 1680-1689 | ???                        |